# Żurowa
Żurowa – wieś położona w województwie małopolskim, w powiecie tarnowskim, w gminie Szerzyny.

## Części wsi
Integralnymi częściami wsi są: Dobrocin, Na Kamieniu, Wielka Wieś, Mała Wieś, Folwark, Niwy, Nowy Świat, Dział, Podjurze, Tracz, Pańskie, Podlipe, Podlesie Pierwsze i Podlesie Drugie.
W latach 1975–1998 miejscowość administracyjnie należała do województwa tarnowskiego.

## Położenie
Żurowa leży na Pogórzu Ciężkowickim, po południowej stronie Pasma Brzanki. W obrębie przysiółka Dobrociny znajduje się najwyższe wzniesienie wsi: Kamionka (517 m). Na południowy wschód od centrum wsi, w niewielkim lesie znajduje się piaskowcowa skała Borówka, mająca postać dwóch baszt (wyższa o wysokości 20 m), połączonych grzędą skalną. Miejscowość graniczy z Ryglicami, Swoszową, Ołpinami i Olszynami.

## Historia
Żurowa została lokowana przez Kazimierza Wielkiego w 1368 roku na prawie niemieckim, jako wieś królewska w starostwie bieckim. Należała wówczas do parafii w Ołpinach. W latach 1595–1602 zbudowano, istniejący do dziś, kościół pod wezwaniem św. Małgorzaty, w późniejszych wiekach był restaurowany i rozbudowywany. Samodzielną parafię w Żurowej erygowano w 1807 roku. 1 lutego 1884 roku rozpoczęła działalność jednoklasowa szkoła ludowa, 4 września 1899 roku oddano do użytku murowany budynek szkoły.
W XIX wieku we wsi rozwijało się bednarstwo, wyrób drobnych przedmiotów z drewna oraz tkactwo i sadownictwo. W Żurowej znajdował się drewniany dwór i folwark, w 1900 roku wybudowano tartak i młyn. W 1936 roku, pod przewodnictwem ówczesnego właściciela dworu, Józefa Budzynia (zamordowanego w Kozielsku w 1940 roku), powstała spółdzielnia zrzeszająca miejscowych rzemieślników.
W czasie II wojny światowej w okolicznych lasach działała partyzantka. Za karę Niemcy wywieźli większość mężczyzn do przymusowej roboty w III Rzeszy. Przez okres wojny liczba mieszkańców zmniejszyła się o ok. 400 osób. 17 stycznia 1945 roku miejscowość została zajęta przez oddziały I Frontu Ukraińskiego pod dowództwem Iwana Koniewa.

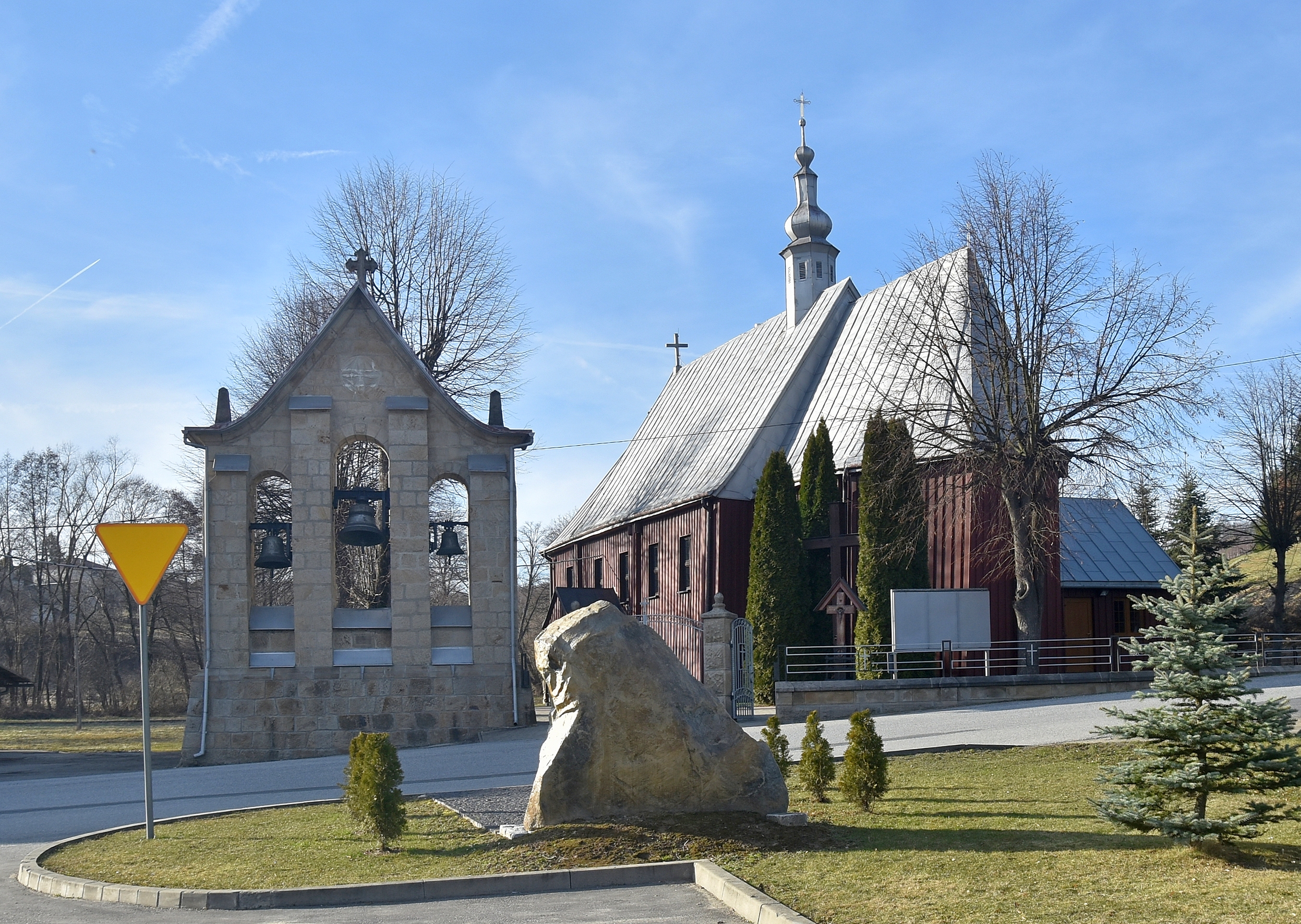
Zabytkowy kościół św. Małgorzaty
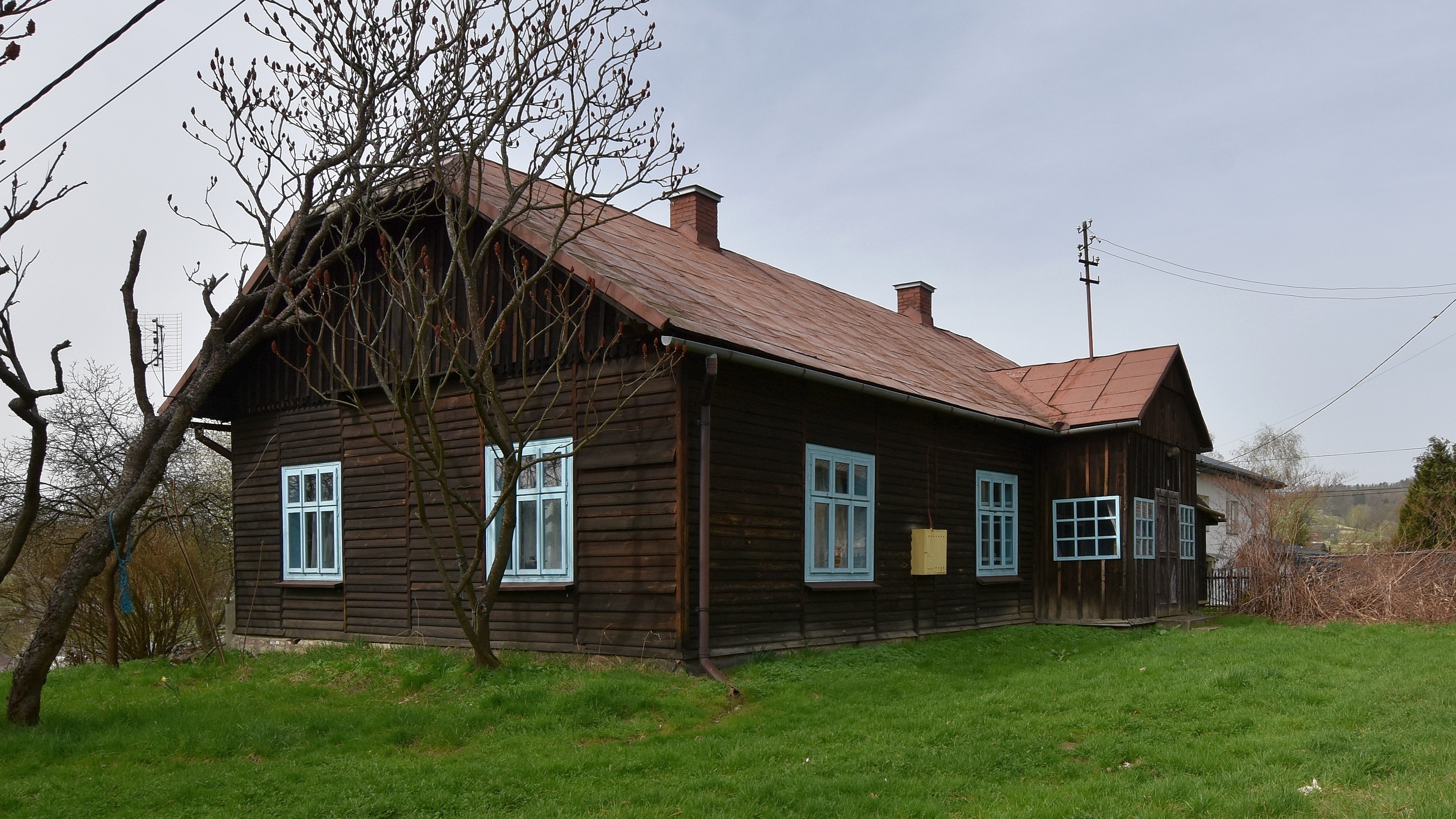
Dwór
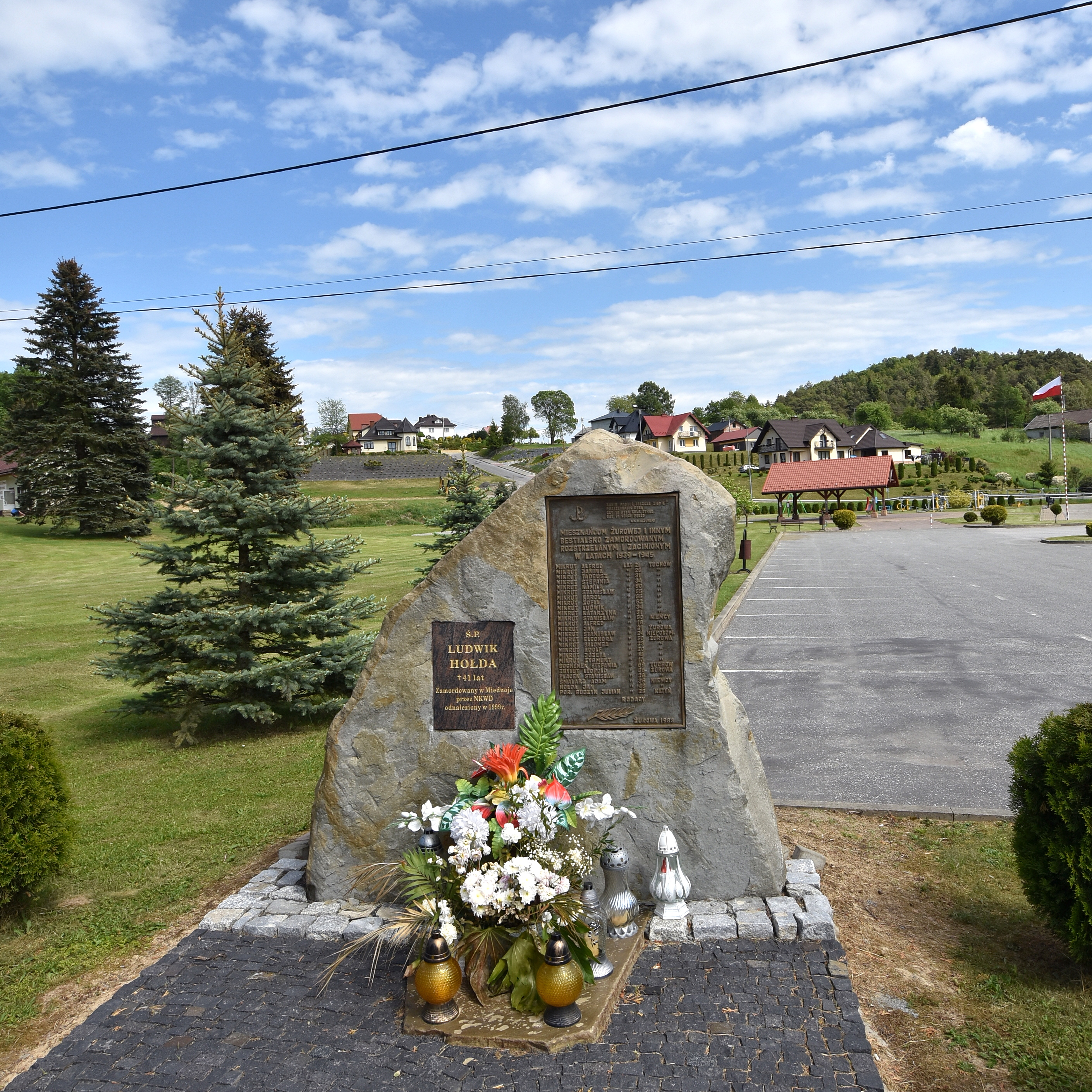
Pomnik

Po II wojnie światowej w wyniku reformy rolnej rozparcelowano majątek dworski między chłopów. Powstała szkoła podstawowa, dom strażaka, biblioteka, ośrodek zdrowia oraz Spółdzielnia Pracy Przemysłu Ludowego i Artystycznego, kontynuująca działalność przedwojennej spółdzielni (od 2006 roku jest to spółka: Przemysł Drzewny Żurowa Sp. z o.o.).

## Zabytki
Obiekt wpisany do rejestru zabytków nieruchomych województwa małopolskiego.
- Kościół parafialny pw. św. Małgorzaty;
- kapliczka pw. Trójcy Świętej.

Inne
- Dwór drewniany z połowy XIX w.

W Żurowej działa Orkiestra ochotniczej straży pożarnej, laureat wielu konkursów ogólnopolskich, wojewódzkich i regionalnych.